# Guillermo Vives
Guillermo Vives Restrepo (Santa Marta, 13 de enero de 1963) es un chef, actor, cantante, empresario y publicista colombiano célebre por el restaurante que inauguró en Bogotá en 1998, el Gaira Café, que se ha convertido en un símbolo de la capital de Colombia. Ha realizado muchos trabajos en la televisión colombiana. Entre sus papeles más destacados están el de Luciano en la telenovela Sombra de tu sombra de Caracol Televisión y el de Bernardo Vallejo en Café, con aroma de mujer de RCN Televisión.

## Biografía
Guillermo Vives es el hermano menor del cantante Carlos Vives. Cuando Guillermo tenía 9 años su familia se estableció en Bogotá, ciudad donde creció y posteriormente estudió publicidad. Vivió un tiempo en Nueva York donde estudió música y arte culinaria, y a su regreso a Colombia tomó cursos de actuación con Rubén Di Pietro. Perteneció al grupo de teatro El Patio. En cuanto a su vida personal Guillermo Vives es propietario de Gaira Café Cumbia House, un restaurante de comida típica de la costa caribeña colombiana ubicado al Norte de Bogotá donde fue celebrado su matrimonio civil con el ingeniero industrial José Leonardo Maya el 18 de marzo de 2018.

## Televisión

### Realitys
- La prueba (2014): Presentador del Programa.

### Concursos
- Dígalo cantando (2007): Presentador del programa.

### Filmografía
- A grito herido (2022): "Pedro Arturo"[5]
- Leandro Díaz (2022): "Ernesto Angulo"[6]
- La diva (2006): "Gabriel Mantilla"
- Lorena (2005): "Rodolfo Ferrero"
- El auténtico Rodrigo Leal (2003): "Alejandro Vergara"
- Café, con aroma de mujer (1994-1995): "Bernardo Vallejo"
- La otra raya del tigre (1993): "Padre Alameda"
- Sombra de tu sombra (1992): "Luciano"
- Música, maestro (1990-1991): Sebastián Romero Pérez "Paseo"
- Las Ibáñez (1989)
- Dejémonos de vainas (1989)